# تالتي
تالتي (بالإنجليزية: Talty)‏ هي مدينة أمريكية تقع في ولاية تكساس.تبلغ مساحة هذه المدينة 7.7 (كم²)،ويبلغ عدد سكانها 1028 نسمة حسب إحصاء سنة 2010 م. تشير إحصاءات سنة 2000م بأن الكثافة السكانية في هذه المدينة تقدر بـ(132.9) نسمة/كم2.

## التركيبة السكانية
حدّد مكتب تعداد الولايات المتحدة بيانات التركيبة السكانية لتالتي في تعداد الولايات المتحدة. في ما يلي، التركيبة السكانية حسب تعدادي 2000 و2010.

### تعداد عام 2000
بلغ عدد سكان تالتي 1,028 نسمة بحسب تعداد عام 2000، وبلغ عدد الأسر 311 أسرة وعدد العائلات 294 عائلة مقيمة في البلدة. في حين سجلت الكثافة السكانية 117.1 نسمة لكل كيلومتر مربع (303.3/ميل2). وبلغ عدد الوحدات السكنية 338 وحدة بمتوسط كثافة قدره 38.5 لكل كيلومتر مربع (99.7/ميل2).
وتوزع التركيب العرقي للبلدة بنسبة 89.40% من البيض و5.74% من الأمريكيين الأفارقة و0.29% من الأمريكيين الأصليين و0.29% من الأمريكيين ذوي الأصول الآسيوية و2.72% من الأعراق الأخرى و1.56% من عرقين مختلطين أو أكثر و7.59% من الهسبانيون أو اللاتينيون من أي عرق.
بلغ عدد الأسر 311 أسرة كانت نسبة 59.8% منها لديها أطفال تحت سن الثامنة عشر تعيش معهم، وبلغت نسبة الأزواج القاطنين مع بعضهم البعض 86.8% من أصل المجموع الكلي للأسر، ونسبة 4.8% من الأسر كان لديها معيلات من الإناث دون وجود شريك، بينما كانت نسبة 2.9% من الأسر لديها معيلون من الذكور دون وجود شريكة وكانت نسبة 5.5% من غير العائلات. تألفت نسبة 4.5% من أصل جميع الأسر من عدة أفراد يعيشون في نفس المنزل ونسبة 0.6% كانت تتألف من شخص يعيش بمفرده يبلغ من العمر 65 عاماً أو أكثر. وبلغ متوسط حجم الأسرة المعيشية 3.31، أما متوسط حجم العائلات فبلغ 3.38.
بلغ العمر الوسطي للسكان 32.0 عاماً. وكانت نسبة 34.7% من القاطنين تحت سن الثامنة عشر، وكانت نسبة 4.8% بين الثامنة عشر والرابعة والعشرين عاماً، ونسبة 37.6% كانت واقعةً في الفئة العمرية ما بين الخامسة والعشرين والرابعة والأربعين عاماً، ونسبة 20% كانت ما بين الخامسة والأربعين والرابعة والستين، ونسبة 2.8% كانت ضمن فئة الخامسة والستين عاماً فما فوق. يوجد لكل 100 أنثى 108.1 ذكر، ويوجد لكل 100 أنثى في الثامنة عشر من عمرها فما فوق 99.1 ذكر.
بلغ متوسط دخل الأسرة في البلدة 92,695 دولارًا، أما متوسط دخل العائلة فبلغ 95,357 دولارًا. وكان متوسط دخل الذكور 46,667 دولارًا مقابل 33,438 دولارًا للإناث. وسجل دخل الفرد الخاص بالبلدة 29,567 دولارًا. وكانت نسبة 0% من العائلات ونسبة 0% من السكان تحت خط الفقر، وكان من هؤلاء نسبة 0% تحت سن الثامنة عشر ونسبة 0% في الخامسة والستين من العمر وما فوق.

### تعداد عام 2010
بلغ عدد سكان تالتي 1,535 نسمة بحسب تعداد عام 2010، وبلغ عدد الأسر 466 أسرة وعدد العائلات 430 عائلة مقيمة في البلدة. في حين سجلت الكثافة السكانية 174.8 نسمة لكل كيلومتر مربع (452.7/ميل2). وبلغ عدد الوحدات السكنية 493 وحدة بمتوسط كثافة قدره 56.2 لكل كيلومتر مربع (145.6/ميل2).
وتوزع التركيب العرقي للبلدة بنسبة 83.91% من البيض و8.01% من الأمريكيين الأفارقة و1.63% من الأمريكيين الأصليين و0.46% من الأمريكيين ذوي الأصول الآسيوية و3.97% من الأعراق الأخرى و2.02% من عرقين مختلطين أو أكثر و10.49% من الهسبانيون أو اللاتينيون من أي عرق.
بلغ عدد الأسر 466 أسرة كانت نسبة 51.9% منها لديها أطفال تحت سن الثامنة عشر تعيش معهم، وبلغت نسبة الأزواج القاطنين مع بعضهم البعض 82.4% من أصل المجموع الكلي للأسر، ونسبة 6% من الأسر كان لديها معيلات من الإناث دون وجود شريك، بينما كانت نسبة 3.9% من الأسر لديها معيلون من الذكور دون وجود شريكة وكانت نسبة 7.7% من غير العائلات. تألفت نسبة 5.6% من أصل جميع الأسر من عدة أفراد يعيشون في نفس المنزل ونسبة 1.5% كانت تتألف من شخص يعيش بمفرده يبلغ من العمر 65 عاماً أو أكثر. وبلغ متوسط حجم الأسرة المعيشية 3.29، أما متوسط حجم العائلات فبلغ 3.40.
بلغ العمر الوسطي للسكان 38.2 عاماً. وكانت نسبة 30.3% من القاطنين تحت سن الثامنة عشر، وكانت نسبة 6.3% بين الثامنة عشر والرابعة والعشرين عاماً، ونسبة 26.5% كانت واقعةً في الفئة العمرية ما بين الخامسة والعشرين والرابعة والأربعين عاماً، ونسبة 30% كانت ما بين الخامسة والأربعين والرابعة والستين، ونسبة 6.9% كانت ضمن فئة الخامسة والستين عاماً فما فوق. وتوزع التركيب الجنسي للسكان بنسبة 48.5% ذكور و51.5% إناث.